# Kabo Air
Kabo Air — частная авиакомпания Нигерии со штаб-квартирой в городе Кано, работающая в сфере чартерных грузовых и пассажирских перевозок по контрактам с правительственными учреждениями и коммерческими компаниями страны. С 2009 года на короткое время авиакомпания вводила регулярные маршруты из Кано в Абуджу, Дубай и Джидду. Портом приписки авиакомпании и её главным транзитным узлом (хабом) является международный аэропорт имени Маллама Амину Камо в Кано.

## История
Авиакомпания Kabo Air была основана в 1980 году д-ром Элхаджи Мухаммаду Адаму Данкабо и начала операционную деятельность в апреле следующего года.
В 2001 году компания прекратила авиаперевозки по внутренним маршрутам и стала предоставлять новые услуги чартерных перевозок, заключая разовые и долгосрочные контракты с правительством Нигерии и коммерческими компаниями страны. Kabo Air имела разрешение на организацию регулярных пассажирских перевозок из Нигерии в Рим, Найроби и Нджамену, однако не воспользовалась этим разрешением ни разу за всю историю своей работы. Несколько раз выполняла рейсы из Лагоса в Каир.
Kabo Air полностью принадлежит управляющей компании «Kabo Air Travels Ltd».
В 2007 году Kabo Air прошла процедуру перерегистрации в Управлении гражданской авиации Нигерии (NCAA), удовлетворив тем самым требования государственного органа о необходимости рекапитализации и повторной регистрации всех нигерийских авиакомпаний до 30 апреля 2007 года.

## Маршрутная сеть

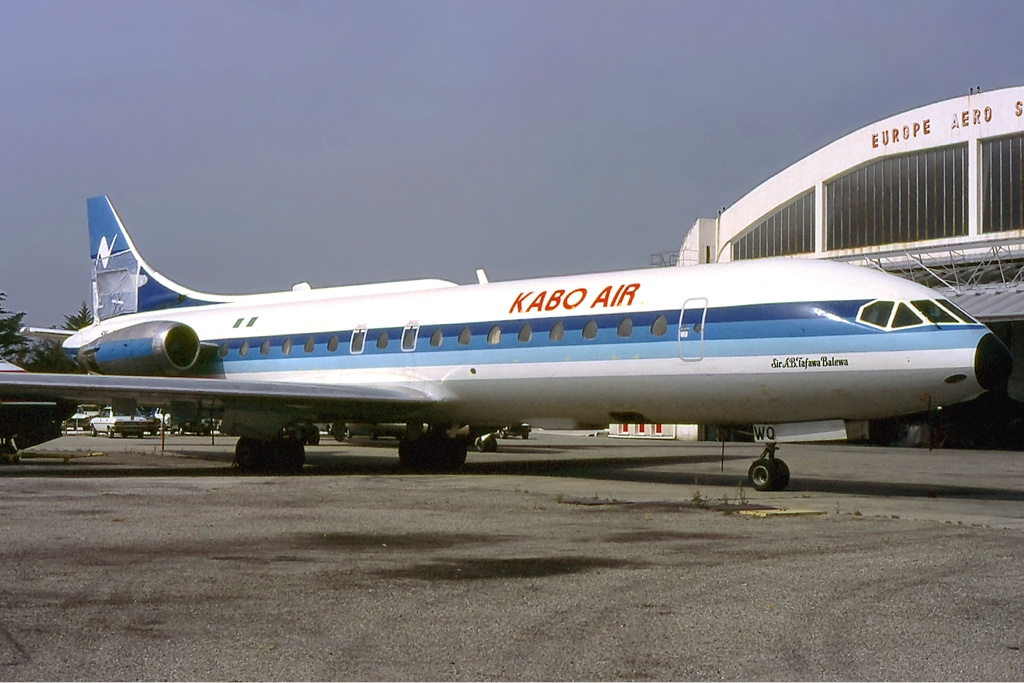
Sud Aviation SE-210 Caravelle 11R авиакомпании Kabo Air в аэропорту Перпиньян/Ривальт

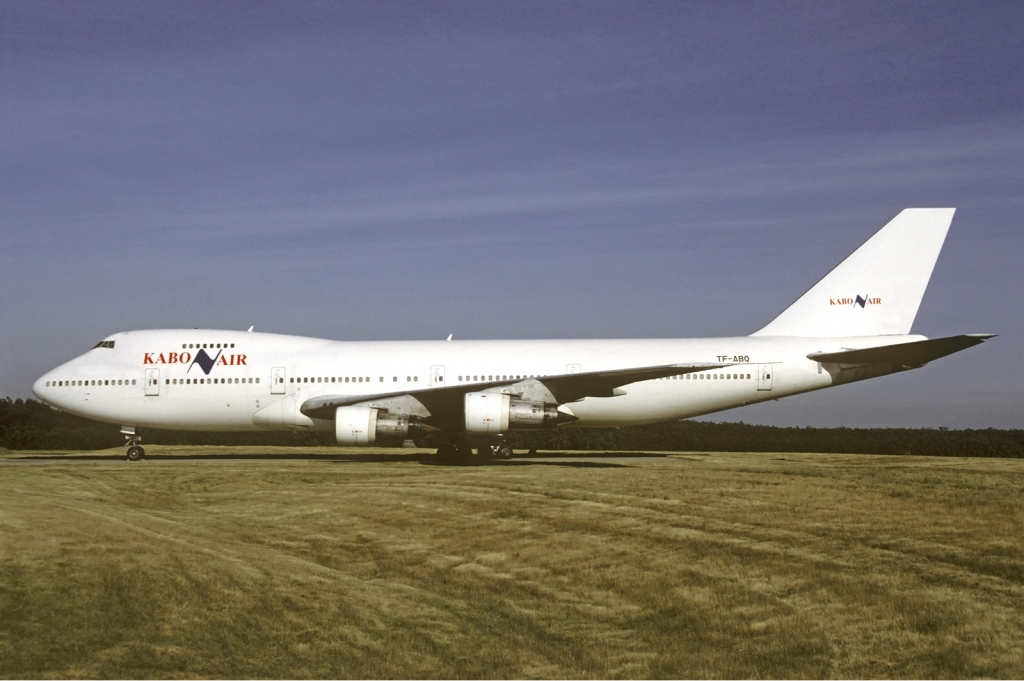
Boeing 747-246B авиакомпании Kabo Air в международном аэропорту Шарль де Голль, 1994 год

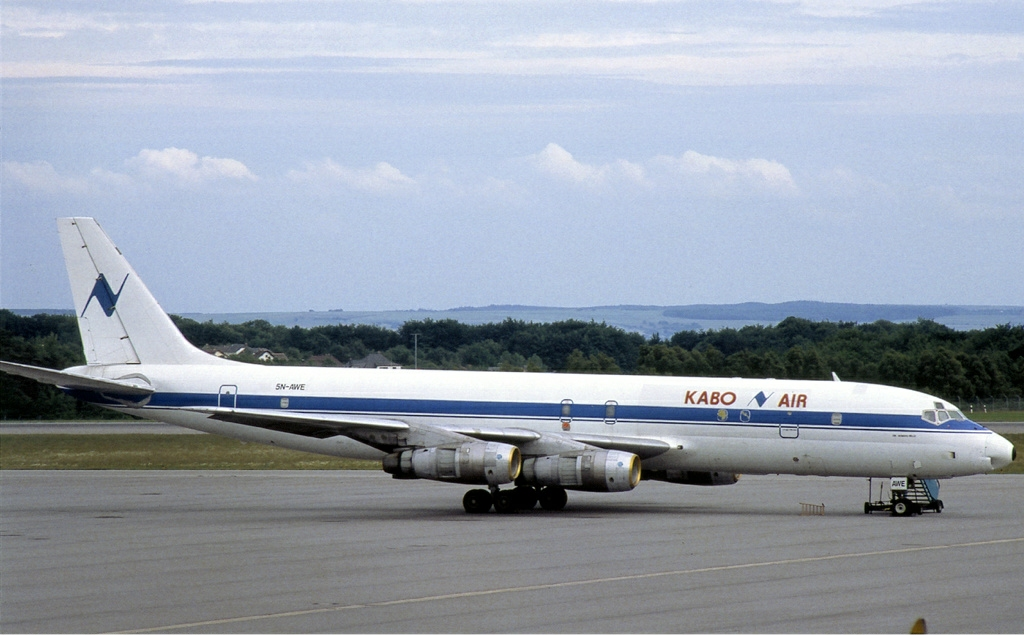
Грузовой Douglas DC-8-55(F) в аэропорту Люксембурга

В ноябре 2011 года авиакомпания Kabo Air не имела ни одного регулярного пассажирского маршрута и работала только на чартерных контрактах.

## Флот
По состоянию на ноябрь 2016 года воздушный флот авиакомпании Kabo Air составляют следующие самолёты:
| Тип самолёта   | В эксплуатации | Примечания |
| Boeing 747-400 | 1              |            |
| Всего          | 1              |            |

## Авиапроисшествия и несчастные случаи
- 6 августа 1986 года. Sud Aviation SE-210 Caravelle III при совершении посадки в международном аэропорту имени Маргарет Экпо (Калабар) выкатился за пределы взлётно-посадочной полосы. Никто из пассажиров и членов экипажа не пострадал, лайнер впоследствии был списан[6].
- 16 сентября 1991 года. Самолёт BAC 1-11 совершил посадку в аэропорту Порт-Харкорт с невыпущенными стойками шасси. Никто из находившихся на борту не пострадал, лайнер в результате полученных повреждений был списан[7].
- 23 августа 1992 года. Самолёт BAC 1-11 при посадке в международном аэропорту имени султана Саддика Абубакара выкатился за пределы взлётно-посадочной полосы. На борту находилось 53 пассажира и 4 члена экипажа, никто не пострадал, однако самолёт был списан вследствие полученных повреждений[8].
- 12 января 2010 года в находившийся на стоянке в международном аэропорту Кано Boeing 747 Kabo Air въехал Airbus A330 авиакомпании Middle East Airlines. Пострадавших среди пассажиров и членов экипажей не оказалось, Boeing 747 получил повреждения левого полукрыла и основного топливного бака, у Airbus A330 было повреждено левое полукрыло. Расследовавшие причины инцидента специалисты сошлись на том, что происшествия можно было бы избежать при наличии должного наземного освещения в аэропорту[9].